# Сказание Авраамия Палицына об осаде Троице-Сергиева монастыря
«Сказание Авраамия Палицына об осаде Троице-Сергиева монастыря» — историческое произведение иеромонаха Троице-Сергиевой лавры Авраамия Палицына. Написано в том числе на основе личных наблюдений автора, было завершено в 1620 году.

## Самозначимый отрывок
«Сказание» составляет главы 7—52 более крупного произведения — «История в память предидущим родом...», охватывающего период от смерти Ивана Грозного (1584) до Деулинского перемирия с Речью Посполитой (1618) и состоящего из 77 глав.
«Сказание» представляет собой по сути самостоятельное сочинение, со своим вступлением и заключением, со своим завершенным сюжетом — историей героической обороны Троице-Сергиева монастыря от осаждавших его в течение года и трёх с половиной месяцев (с 23 сентября 1608 года до 12 января 1610 года) войск польско-литовских интервентов и предателей. 
В первых 6-ти главах «Истории» речь идет о причинах Смутного времени и о событиях от смерти Ивана Грозного до воцарения Василия Шуйского. В последних 25-ти главах — о произошедшем после снятия осады: о свержении Василия Шуйского, о разорении поляками Москвы и освобождении её и о возведении храма во имя Сергия Радонежского в деревне Деулине, где было заключено перемирие.
«Сказание» пользовалось популярностью в XVII—XVIII веках и поэтому сохранилось в значительном количестве списков.